# Fernic T-9
Fernic T-9 (FT-9) este un avion timpuriu cu trei suprafețe dezvoltat de proiectantul și aviatorul român, George Fernic care emigrase în Statele Unite în perioada interbelică. Aeronava a dispus de o remorcare a aripilor prin ridicare în tandem. A fost o aeronavă ușoară de tip monoplan cu două motoare, destinată pentru stabilirea unui nou record de distanță de zbor.
T-9 a efectuat primul zbor la Roosevelt Field în New York, la 10 septembrie 1929. Trenul de aterizare și aripile au fost avariate în a doua zi de testare a avionului. Un zbor record din Statele Unite și până la București a fost planificat cu prototipul respectiv. Fernic însă nu a efectuat zborul planificat din cauza unui accident fatal suferit în timp ce efectua o aterizare cu noul său avion Fernic FT-10 „Cruisaire” în 1930.

## Legături externe
- Un scurt video cu T-9 în zbor pe youtube.com